# Вашингтон (округ, Миссури)
Округ Вашингтон (англ. Washington County) — округ штата Миссури, США. Население округа на 2009 год составляло 24 400 человек. Административный центр округа — город Потоси.

## История
Округ Вашингтон основан в 1813 году.

## География
Округ занимает площадь 1968,4 км². 16,84 % площади округа занимает единственный национальный лес Миссури — «Марк-Твен».

## Демография
Согласно оценке Бюро переписи населения США, в округе Вашингтон в 2009 году проживало 24 400 человек. Плотность населения составляла 12.4 человек на квадратный километр.